# Isochariesthes epupaensis
Isochariesthes epupaensis är en skalbaggsart som beskrevs av Karl Adlbauer 2002. Isochariesthes epupaensis ingår i släktet Isochariesthes och familjen långhorningar. Inga underarter finns listade i Catalogue of Life.